# Gary Castillo
Gary Castillo Farías es un futbolista uruguayo, hermano de Nery Castillo Farías. Comenzó y se destacó en el club Sud América de su país desde 1976 a 1980. En 1981 pasó al Atlético Potosino de México. En 1984 regresa a Uruguay para jugar ese año en el Club Atlético Peñarol.

## Clubes
| Club              | País   | Años        |
| ----------------- | ------ | ----------- |
| Atlético Potosino | México | 1982 - 1983 |

Según la web www.worldfootball.net también jugó entre los meses de enero de 1976 a diciembre de 1980 en el Danubio Futbol Club de la República Oriental del Uruguay, luego de enero de 1981 a junio de 1982 en la Institución Atlética Sud América también de la República Oriental del Uruguay y se retiró de la práctica activa del fútbol profesional y de enero de 1984 a diciembre de 1984 en el Club Atlético Peñarol de Montevideo, Capital de  la República Oriental del Uruguay.